# Pentti Hämäläinen
Pentti Olavi Hämäläinen, född 19 december 1929 i Kotka, död 11 december 1984, var en finländsk boxare som tog OS-guld i bantamviktsboxning 1952 i Helsingfors. 